# Desa Bajopulau
Desa Bajopulau är en administrativ by i Indonesien.   Den ligger i provinsen Nusa Tenggara Barat, i den centrala delen av landet, 1 400 km öster om huvudstaden Jakarta. Desa Bajopulau ligger på ön Nisa Sanae.